# Caucone (figlio di Celeno)
Caucone (in greco antico: Καύκων?, Káukōn) è un personaggio della mitologia greca.

## Mitologia
Caucone, figlio di Celeno e nipote di Filo di Eleusi, era uno dei tanti servitori di Demetra, la dea dell'agricoltura.
Portò i riti della "Grande Dea" nelle città di Andania e Messene.
La leggende dice che apparve in sogno ad Epaminonda profetizzandogli il successo nella restaurazione dello stato di Messenia; gli alleati e i Messeni offrivano sacrifici a Caucone.